# Alfred Rosenberg

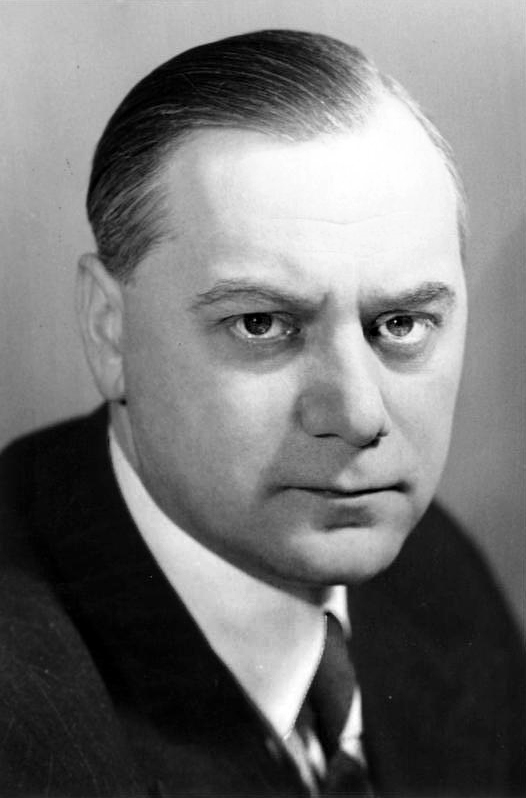
Alfred Rosenberg (1941), Foto: Heinrich Hoffmann (Bundesarchiv)

Alfred Ernst Rosenberg (russisch Альфред Вольдемарович Розенберг, Alfred Woldemarowitsch Rosenberg; * 31. Dezember 1892jul. / 12. Januar 1893greg. in Reval; † 16. Oktober 1946 in Nürnberg) war ein Politiker zur Zeit der Weimarer Republik und des Nationalsozialismus und führender Ideologe der NSDAP sowie Kriegsverbrecher. Als Student war er 1917 Zeuge der Revolution in Moskau. Unter dem Einfluss russischer Emigranten interpretierte er diese als Folge einer jüdisch-freimaurerischen Weltverschwörung. Mit dieser Vorstellung prägte er später maßgeblich die Ideologie der NSDAP. Ab 1920 trug Rosenberg mit zahlreichen rassenideologischen Schriften erheblich zur Verschärfung des Antisemitismus in Deutschland bei. Im Zweiten Weltkrieg unternahm er mit seinem Einsatzstab Reichsleiter Rosenberg (ERR) Beutezüge in ganz Europa, insbesondere zum Raub von Kulturgütern.
Als Reichsminister für die besetzten Ostgebiete (RMfdbO) verfolgte er im Rahmen seiner Ostpolitik das Projekt der Germanisierung der besetzten Ostgebiete bei gleichzeitiger systematischer Vernichtung der Juden. Rosenberg wurde im Nürnberger Prozess gegen die Hauptkriegsverbrecher angeklagt, in allen vier Anklagepunkten für schuldig befunden, zum Tode verurteilt und hingerichtet.

## Herkunft und Familie

### Jugendliche Prägungen
Lange wurde gerätselt, ob der glühende Antisemit Rosenberg möglicherweise selbst jüdische Vorfahren hatte. Die Frage stellte sich erstmals im Monat der Veröffentlichung seiner antisemitischen Schrift Der Mythus des 20. Jahrhunderts und seiner Wahl in den Reichstag im Oktober 1930. Damals hieß es, dass „kein Tropfen deutschen Blutes“ in seinen Adern fließe und sich unter seinen Vorfahren nur „Letten, Juden, Mongolen und Franzosen“ befunden hätten. Verkündet haben soll diese Aussage etwa der Journalist Franz Szell und am 15. September 1937 ebenso die Vatikan-Zeitung L’Osservatore Romano. Nachgewiesen werden konnten jüdische Familienwurzeln allerdings bislang nicht. Über die Großeltern Alfred Rosenbergs liegen inzwischen genaue Informationen vor: Der Großvater väterlicherseits, der Schuhmachermeister Martin Rosenberg (1820–1896), wahrscheinlich lettischer Herkunft, heiratete 1856 in der deutschen St.-Nikolaus-Gemeinde in Reval die aus Jörden/Estland stammende Julie Stramm (* 1835). Der Sohn Woldemar Rosenberg (1862–1904) war ihr drittes Kind. – Alfred Rosenbergs Großvater mütterlicherseits war der Eisenbahnbeamte Friedrich August Siré (* 1843 in St. Petersburg, dort zur evangelisch-lutherischen St.-Katharinen-Gemeinde gehörend); er heiratete in der lettischen Jesuskirche in St. Petersburg Louise Rosalie Fabricius (* 1842 in Leal/Estland, ihr Vater war der Weißgerbermeister Johann Carl Fabricius). Ihre Tochter Elfriede Caroline Louise Siré (1868–1893) wurde in St. Petersburg geboren und 1885 in Reval konfirmiert. Woldemar Rosenberg und Elfriede Siré heirateten 1886 in der St. Petersburger evangelisch-lutherischen St.-Petri-Kirche.
Die ersten Lebensjahre von Alfred Rosenberg, der in einer deutschbaltischen Großfamilie im Haus Poststraße 9 in Reval, das damals zu Russland gehörte, aufwuchs, waren durch mehrere Todesfälle mitgeprägt. Nur zwei Monate nach seiner Geburt starb seine Mutter Elfriede Caroline Siré an Tuberkulose. Als Rosenberg elf Jahre alt war, starb 1904 nach langer Krankheit sein Vater Woldemar Wilhelm Rosenberg, ein Kaufmann mit Wurzeln in Livland; 1905 dann seine Großmutter. Zu seinen Pflegemüttern wurden zwei Schwestern seines Vaters, Cäcilie Rosalie (geb. 1860) und Lydia Henriette (geb. 1864), an die er sich später stets mit Dankbarkeit erinnerte.
Er lernte Hilda Leesmann kennen, die er 1915 heiratete. Ihre Familie galt als äußerst kultiviert, gebildet und unterhielt zahlreiche Beziehungen zur Sankt Petersburger Gesellschaft. Vor allem über diese Verbindung, wie er später in seinem NS-Erinnerungsbuch andeutete, begann Rosenberg in dieser Zeit, populäre Literatur zu lesen, so vor allem philosophische Bücher aus dem deutschen Idealismus, wie Herder und Fichte, der Weimarer Klassik (Goethe), Romane (Charles Dickens), Heldenmythen (Thomas Carlyle) und christlich geprägte Sozialliteratur (Ralph Waldo Emerson) sowie wichtige Klassiker der russischen Literatur des 19. Jahrhunderts. Später, zwischen 1909 und 1912, kamen noch natur- (Arthur Schopenhauer) und lebensphilosophische Schriften von Nietzsche sowie rassenideologisch-christlich verklärte Bücher von Chamberlain hinzu, wobei Rosenberg besonders von Chamberlains Schriften über Goethe und Kant angetan war, wie Alfred Baeumler in einer Einleitung zu Rosenbergs frühen Aufzeichnungen noch während des Krieges mitteilte. Diese Schriften sollen in jener Zeit bei Rosenberg mehr Eindruck hinterlassen haben, als Chamberlains damals populäres Buch Grundlagen des neunzehnten Jahrhunderts. Und noch 1946 bedauerte Rosenberg, dass er während seiner Jugendzeit „keine humanistische Vorbildung“ erhalten habe.
Noch während seiner Schulzeit in der Petri-Oberrealschule, die er bis Juni 1910 besuchte, entdeckte Rosenberg sein Interesse für Vorgeschichte, insbesondere für Archäologie, und für die Völkerwanderung. Inspiriert dazu wurde er durch seinen Geographielehrer Spreekelsen, der sich vor allem an den im vorrevolutionären Russland populären und mythisierten Geschichtsbüchern des Historikers Dmitrij Iwanowitsch Ilowaiski (1832–1920) orientierte. Mit Spreekelsen hatte Rosenberg auch erfolgreich an einer Ausgrabung teilgenommen. Diese Ereignisse fallen in eine Zeit, als Bücher des Vorgeschichtlers Gustaf Kossinna populär wurden. Diese frühen Erlebnisse weckten erstmals Rosenbergs Interesse für „Vor- und Frühgeschichtsforschung“, die er später in Deutschland bekannt machen und ideologisieren sollte. In der Zeit des Nationalsozialismus wurden das „Amt Rosenberg“, der angeschlossene „Reichsbund für Deutsche Vorgeschichte“ mit dem Prähistoriker Hans Reinerth, der „Nordische Bund“ mit Walter Darré und Heinrich Himmler (der die „Forschungsgemeinschaft Deutsches Ahnenerbe“ gegründet hatte), zu einem mächtigen Wirkungskreis, der massiv die Inhalte der politisierten Unterrichtspläne in deutschen Schulen bestimmte.

### Revolutionäre Kunst
Vorgeprägt durch persönliche und gesellschaftliche Krisenerfahrungen sowie christliches und völkisches Gedankengut, das um die Jahrhundertwende populär war, begann Rosenberg im Herbst 1910 mit seinem Studium der Architektur am Polytechnikum in Riga, wo zum selben Zeitpunkt auch der damals bekannte Wagner-Verehrer Carl Friedrich Glasenapp arbeitete. Noch im selben Jahr wurde Rosenberg engagiertes Mitglied des 1875 gegründeten Corps Rubonia. Während seiner Studienzeit lernte er, wie damals zum selben Zeitpunkt auch Adolf Hitler, die Musikdramen des – ebenso von Chamberlain verehrten – Komponisten und antisemitischen politischen Schriftstellers Richard Wagner kennen, für dessen Opern Rosenberg mehrmals das Theater aufsuchte. Insbesondere von Wagners Meistersingern und von Tristan und Isolde sowie von Wolframs von Eschenbach Versroman Parzival, der literarischen Grundlage für Wagners Parsifal, war Rosenberg in jener Zeit angetan.
Nach dem Beginn des Ersten Weltkrieges evakuierte man das Rigaer Polytechnikum im Sommer 1915 mit sämtlichen Professoren nach Moskau, am 3. September 1917 wurde Riga von deutschen Truppen eingenommen. In Moskau, wo Rosenberg das Ende der Zarenherrschaft, die Oktoberrevolution und die Gewaltherrschaft der von ihm äußerst verachteten Bolschewisten miterlebte, schloss er im Frühjahr 1918 sein Studium mit einer Diplomarbeit über die Architektur eines für russische Verhältnisse geeigneten Krematoriums ab.
Rosenberg scheint sich für den Ausgang des Krieges nicht besonders interessiert zu haben; während der Revolution beschäftigte er sich mit deutscher und indischer Philosophie und Kunst. Bereits im Januar 1917 hatte Rosenberg damit begonnen, einzelne Gedanken in der Form von Aphorismen und kurzen Essays in Wachstuchheften aufzuschreiben. Diese in Moskau, Reval und später auch in München angefertigten Niederschriften, welche er 1943 veröffentlichen ließ, enden im November 1919. Seine frühen Aufzeichnungen liefern ein Zeugnis seiner existentiellen Suche nach einer Identität und beginnen programmatisch mit der Bemerkung: „Man kann oft beobachten, dass ein Mensch, der revolutionär in einer Kunst ist, traditionell über eine andere denkt.“ Dementsprechend stand Rosenberg der Februarrevolution 1917 nicht völlig fremd gegenüber und bezeichnete sie auch einmal als ein Ereignis von herausragender Größe. Seine Gedanken darüber hielt er auf Russisch fest. 15 Monate später hatte er sich, so Laqueur, zu einem fanatischen Antisemiten entwickelt. Hinter allen Versuchen zu politischer und sozialer Destruktivität sah er stets „den Juden“. Er sagte, auf Reisen durch Russland habe er in Kureinrichtungen, Militärkrankenhäusern und anderswo agitierende jüdische Studenten mit der Prawda in der Hand gesehen und stellte dies als Beweis dafür dar, dass fast alle Linkssozialisten Juden seien. Als Rosenberg im Frühjahr 1918 in seine Geburtsstadt zurückkehrte, waren dort noch deutsche Truppen stationiert, die gegen Einheiten der Roten Armee kämpften. Immer noch war die politische Lage angespannt. Rosenberg war sich sicher: „Aber was fehlte, war ein Führer, ein Kampfruf für die Zukunft. Für die Wiederkehr derer, die gestürzt waren, wollte niemand kämpfen“, wie er später in seinem Tagebuch schrieb. Geschult durch den lettischen Maler Wilhelm Purwit (lett. Vilhelms Purvītis), bei dem er bereits während seiner Schulzeit Privatunterricht erhalten hatte, sowie durch sein Studium, begann er zunächst mittellos als Zeichenlehrer am Gustav-Adolf-Gymnasium zu arbeiten. Zur selben Zeit schrieb er seine ersten antisemitischen Essays mit den Titeln Eine ernste Frage (um Mai 1918), worunter er die Judenfrage verstand, dann seine Reformskizzen Über Religionsunterricht (Juni 1918) und schließlich die längste seiner ganzen Frühschriften mit dem Titel Der Jude (Juli 1918). Bereits hier verwendete er eine rassistische Terminologie, wobei er sich in seinem Antisemitismus insbesondere auf Fichte und Wagner berief, sich bereits auf einen Dualismus zwischen „Juden und Ariern“ festlegte und forderte, dass „den Juden“ – unter Ächtung der „Menschenrechte“ – die „Bürgerrechte“ entzogen werden müssten. Schon einen Monat zuvor, im Mai 1918, hatte er sich auf einen festen assoziativen Zusammenhang zwischen „Sozialismus“, „Völkerchaos“ und „Juden“ in seinen Frühschriften festgelegt und – wie einst auch Richard Wagner – behauptet, dass jüdische Menschen zu einer künstlerischen Produktion, worunter Rosenberg auch die Herstellung eines „Staatsgebildes“ verstand, nicht fähig seien. Gewachsen war der Gedanke offenkundig auch mit Blick auf die Bolschewisten, die seinem Eindruck nach die politische Ordnung nach der Revolution nicht zu stabilisieren vermochten.
Den Gestus des Genies, der um die Jahrhundertwende ein gesellschaftlich weit verbreitetes Symptom der Dekadenz war, bildete Rosenberg zusammen mit seinem Feindbild „Juden“ in jenen Monaten deutlich heraus – und er legte diesen Gestus gemäß seiner sich entfaltenden Rassenideologie zeitlebens nicht mehr ab. Am 30. November 1918 hielt er in einem von ihm gemieteten großen Saal des Schwarzhäupterhauses einen Vortrag über „die Judenfrage“, worauf er noch am selben Abend seine Geburtsstadt verließ, um nach Berlin zu reisen. Nur wenige Tage später beabsichtigte er, Berlin wieder zu verlassen. Er dachte zunächst an London, weil er glaubte, dass allein Großbritannien in der Lage wäre, den Bolschewismus – worunter er stets das Judentum verstand – zu bekämpfen. Sein Antrag auf ein Visum wurde von London abgewiesen, weil sich die britische Regierung vor einer russischen Infiltration fürchtete. Schließlich reiste er nach München, damals eine Anlaufstelle von zahlreichen immigrierenden Deutschbalten. Mit seinem russischen Ersatzpass stellte er sich Hetman Pawlo Skoropadskyj, dem ukrainischen Vorsitzenden eines Emigrantenvereins, vor, und es gelang ihm, rasch Anschluss an weiße russische Emigrantenkreise zu gewinnen. In München pflegte er zunächst Kontakte zu den baltischen Malern Otto von Kursell und Ernst Friedrich Tode. Kurze Zeit nach seiner Ankunft besuchte er eine Kundgebung revolutionärer Künstler im Deutschen Theater. Rosenberg war der Auffassung, dass es sich bei diesen Menschen um „künstlerisch Zukurzgekommene“ gehandelt habe, die – wie er selbst auch – „mit Hilfe einer neuen Welle Bedeutung erhalten wollten“.

## Weimarer Republik

### Politischer Schriftsteller
Im Frühjahr 1919 hielt er in München seine erste politische Rede, in der er seine Absage an die Revolution in bewusster Anlehnung an eine Rede des rechtsextremen Duma-Abgeordneten Markov formulierte. Trotz wichtiger Kontaktpersonen war die Lage für Rosenberg zunächst nicht einfach. Er war fast mittellos, sprach nur schlecht Deutsch und war bis Februar 1923 russischer Staatsbürger; und nach der Niederschlagung der Münchner Räterepublik konnte Rosenberg nur durch die Fürsprache seines Verlegers, des deutschnationalen Thule-Mitglieds Julius Friedrich Lehmann, in München bleiben. Im Jahre 1919 trat er der DAP bei, die 1920 in NSDAP umbenannt wurde (Mitgliedsnummer 625).
Mit Beginn der Weimarer Republik veröffentlichte Rosenberg erste Schriften wie Die Spur des Juden im Wandel der Zeiten (1919), Das Verbrechen der Freimaurerei. Judentum, Jesuitismus, Deutsches Christentum (1921), Börse und Marxismus oder der Herr und der Knecht (1922) oder die Schrift Der staatsfeindliche Zionismus. Deren Resümee lautet: „Zionismus ist […] ein Mittel für ehrgeizige Spekulanten, sich ein neues Aufmarschgebiet für Weltbewucherung zu schaffen.“
Er verbreitete eine von der russischen extremen Rechten übernommene Theorie der „jüdisch-freimaurerischen Weltverschwörung“ (židomasonstvo), die es darauf abgesehen habe, „die Existenz anderer Völker zu unterminieren“. Zu diesem Zweck hätten die Freimaurer den Weltkrieg und die Juden die Russische Revolution herbeigeführt. Daher seien Kapitalismus und Kommunismus nur scheinbare Gegensätze, in Wahrheit handele es sich um ein und dieselbe Zangenbewegung, mit der das „internationale Judentum“ nach der Weltherrschaft strebe (Die Hochfinanz als Herrin der Arbeiterbewegung in allen Ländern, 1924). Dieser Gedanke gehe maßgeblich auf eine antisemitische Schrift von Dostojewski zurück, den Rosenberg wiederholt anführte. Das Aufkommen dieser Gedanken muss aber auch im Zusammenhang mit dem krisenhaft-aufgeregten Klima des Deutschlands der frühen 1920er Jahre gesehen werden. Hier fanden sie zahlreiche Anhänger und trugen zum Bild einer „jüdisch-bolschewistischen Weltverschwörung“ bei, das den Kern von Hitlers Denken, seiner Propaganda und seiner Politik bilden sollte. Rosenbergs Biograph Ernst Piper schrieb sogar, dass erst Rosenberg entscheidend dazu beigetragen habe, Hitler das Bild vom vermeintlich jüdischen Charakter der russischen Revolution zu vermitteln.
Im Jahre 1923 gab Rosenberg einen Kommentar zu den Protokollen der Weisen von Zion heraus, einer antisemitischen Hetzschrift, für deren Verbreitung er sich schon seit seiner Ankunft in Deutschland eingesetzt hatte und die zwei Jahre später in Mein Kampf erwähnt wurde. Darin heißt es:

„Es beginnt heute mitten im Zusammenbruch einer ganzen Welt eine neue Epoche. […] Als eines der Vorzeichen dieses kommenden Kampfes um eine neue Weltgestaltung steht die Erkenntnis des Wesens des Dämons unseres heutigen Verfalls.“

Der Einfluss von Gedankengut der russischen Rechtsextremen auf Rosenberg beschränkte sich nicht auf seine Zeit in Russland, sondern er studierte aufmerksam die Emigrantenzeitungen der russischen Rechtsextremen und nutzte sie in großem Umfang für seine eigene Tätigkeit. Was er über Juden und jüdische Kultur zu sagen hatte, lässt sich, so Laqueur, fast wortwörtlich in den von Fjodor Winberg 1919 publizierten Schriften nachlesen, und die 1922 veröffentlichte Schrift Pest in Russland lässt sich als Rosenbergsche Variante von Fjodor Winbergs Krestnyj Put bezeichnen und bildet auch den Höhepunkt der Aneignung von Positionen der Emigranten.
Rosenberg war Mitglied in der von Scheubner-Richter ins Leben gerufenen Wirtschaftlichen Aufbau-Vereinigung, die die vorrevolutionäre Ordnung in Europa wiederherstellen wollte, und trieb, wie andere Mitglieder dieser Organisation, für eine deutsch-russische Zusammenarbeit gegen das Weltjudentum Propaganda. Dementsprechend war sein Russlandbild in den ersten Nachkriegsjahren keineswegs, wie in seinen späteren Schriften, eindeutig russophob, vielmehr stellte er positive Bezüge zwischen den Völkern und deren kulturell bedeutenden Künstlern und Schriftstellern her.
Seine Sicht führte weiter dazu, dass er die Distanzierung des Nationalsozialismus vom Nationalbolschewismus und anderen Kräften, die eine Annäherung an die Sowjetunion anstrebten, als eine Hauptaufgabe ansah. Wie andere Aufbaumitglieder auch, legte er die von den Bolschewiki durchgeführte Vernichtungspolitik als eine gezielte Vernichtung der nationalen russischen Intelligenz aus und warnte davor, dass das Schicksal Russlands auch anderen Ländern drohe. Obwohl er das Vorgehen der Bolschewiki verurteilte, bemerkte er zugleich dessen „Zweckmäßigkeit“.
Bereits 1921 war er mit Dietrich Eckart zum Völkischen Beobachter gewechselt, dessen Chefredaktion er Februar 1923 von Eckart übernahm; dies zeigt die starke Stellung, die sich Rosenberg mit seinen Verschwörungstheorien innerhalb der nationalsozialistischen Bewegung aufgebaut hatte. Ab 1937 war er schließlich Herausgeber des Blattes.

### Verbotsphase der NSDAP
Rosenberg nahm 1923 am „Marsch auf die Feldherrnhalle“ teil, wurde aber im Gegensatz zu anderen Teilnehmern des Putsches nicht angeklagt. Während Hitler seine Haftstrafe absaß, betraute er Rosenberg mit der Führung der nunmehr verbotenen NSDAP, einer Aufgabe, der sich Rosenberg jedoch kaum gewachsen zeigte. Warum Hitler ausgerechnet den uncharismatischen Rosenberg, der keine Machtbasis in der Partei besaß, auswählte, ist unklar. Brendan Simms hält es für möglich, dass er lediglich als leicht austauschbarer Platzhalter diente, oder es ging Hitler um die Reinhaltung der NS-Ideologie, wofür Rosenberg der richtige Mann gewesen sei.
Unter dem Pseudonym Rolf Eidhalt (ein Anagramm auf Adolf Hitler) gründete Rosenberg im Januar 1924 die Großdeutsche Volksgemeinschaft (GVG), doch konnte er die Zersplitterung der nationalsozialistischen Bewegung nicht verhindern. Aus der Führung der GVG wurde er bald durch Hermann Esser und Julius Streicher herausgedrängt.
Als Leiter der seit 1924 von ihm herausgegebenen antisemitischen Monats- bzw. Vierteljahresschrift Der Weltkampf arbeitete Rosenberg eng mit Gregor Schwartz-Bostunitsch zusammen.
Nachdem Rosenbergs erste Ehe 1923 geschieden worden war, heiratete er 1925 ein zweites Mal, die Ehe mit Hedwig Kramer hielt bis zu seinem Tod. 1930 wurde die Tochter Irene geboren, ein Sohn starb kurz nach der Geburt.

### Kampfbund für deutsche Kultur
1927 wurde Rosenberg von Hitler mit der Gründung eines nationalsozialistischen Kulturverbandes beauftragt. Der Verband trat 1929 als vorgeblich überparteilicher „Kampfbund für deutsche Kultur“ an die Öffentlichkeit. Hier wurden verschiedene Erscheinungsformen der Klassischen Moderne wie die Architektur des Bauhauses, der Expressionismus und die Abstraktion in der Malerei oder die Zwölftonmusik pauschal als „Kulturbolschewismus“ diffamiert und bekämpft.

### „Der Mythus des 20. Jahrhunderts“

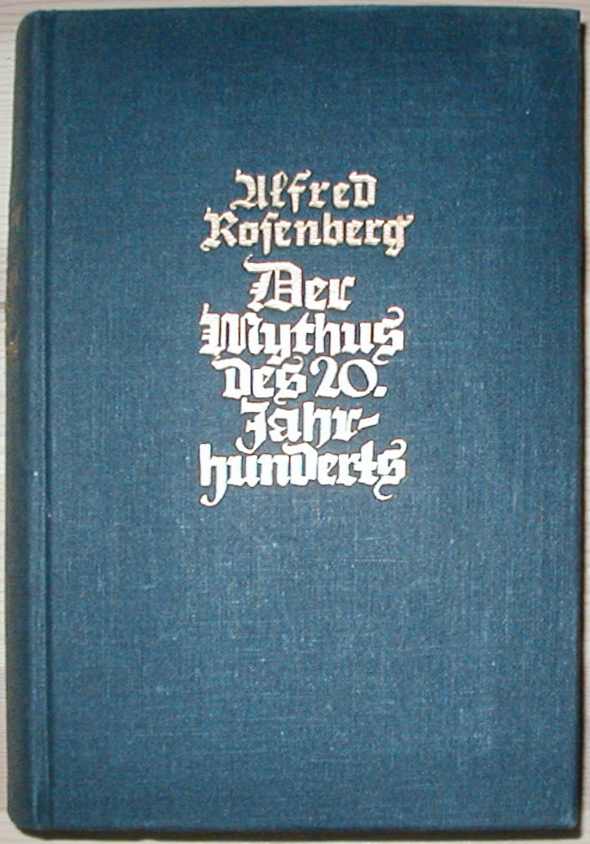
„Der Mythus des 20. Jahrhunderts“, Einband der 143.–146. Auflage von 1939

Das 1930 erschienene Buch Der Mythus des 20. Jahrhunderts war als Fortsetzung von Houston Stewart Chamberlains Die Grundlagen des 19. Jahrhunderts gedacht. Rosenberg beschreibt seine antisemitischen Vorstellungen von „Rasse“ und will die Ehe sowie Geschlechtsverkehr zwischen „Ariern“ und Juden unter Todesstrafe stellen.
Rosenbergs Rassendoktrin, die er auf dem Hintergrund seiner Christentums- und Kirchenkritik skizzierte, rief zahlreiche kritische Reaktionen hervor.
Während der evangelische Theologe Walter Künneth im kirchlichen Auftrag eine umfangreiche Widerlegung schrieb, orientierte sich der protestantische Jenaer Theologieprofessor Walter Grundmann an der Forderung Rosenbergs nach einer „Germanisierung“ des Christentums und gründete das Institut zur Erforschung und Beseitigung des jüdischen Einflusses auf das deutsche kirchliche Leben.

### Abgeordneter im Reichstag
1930 zog er als Abgeordneter der NSDAP für Darmstadt in den Reichstag ein, wo er sich vor allem im Auswärtigen Ausschuss engagierte.

## Zeit des Nationalsozialismus

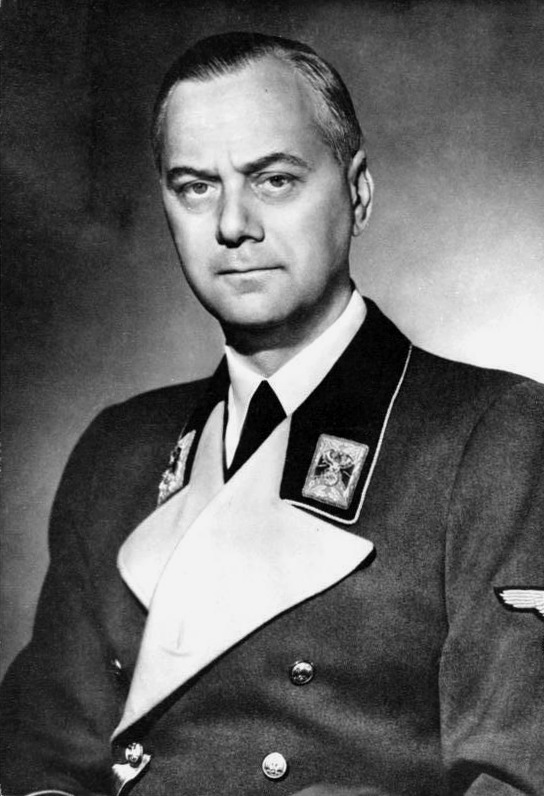
Alfred Rosenberg ca. 1939, Foto: Bauer (Bundesarchiv)

### Außenpolitisches Amt
Im Jahre 1933 wurde Rosenberg zum Leiter des Außenpolitischen Amtes der NSDAP (APA) ernannt.
Im Oktober 1935 verfasste Rosenberg einen Tätigkeitsbericht seines APA, in dem der Schwerpunkt der außenpolitischen Tätigkeit auf die Nordische Gesellschaft gelegt wird, mit der er politische Ziele mit internationalistischer Ausrichtung verfolgte. Dies sollte gleichzeitig mit der Verbreitung seiner Rassenideologie in der nationalsozialistischen Gesellschaft erfolgen, die er entsprechend seiner Germanisierungsidee auch jenseits der deutschen Grenzen verortete:

„Handelspolitisch sind meines Erachtens viel mehr Unterlassungssünden begangen worden und so hat sich das A.P.A bewußt mehr auf die kulturpolitischen Aufgaben beschränkt. Zu diesem Zweck hat es die Nordische Gesellschaft ausgebaut, die früher kleine Gesellschaft ist in diesen zwei Jahren der Betreuung durch das A.P.A. zu einer entscheidenden Vermittlungsstelle der gesamten deutsch-skandinavischen Beziehungen geworden. Ihr Leiter (Lohse) ist vom A.P.A. bestimmt, die Kontore in allen Gauen werden vom entsprechenden Gauleiter geleitet. Mit Wirtschaftsgruppen und anderen Organisationen und Gliederungen der Partei, die nach Skandinavien hin Beziehungen unterhalten, sind entsprechende Abkommen getroffen worden, so daß der nahezu ganze Verkehr zwischen Deutschland und Skandinavien heute durch die Hand der Nordischen Gesellschaft geht.“

Das A.P.A. zeigte 1936 jedoch seine Handlungsfähigkeit, als es bereits im März 1936 einen Bericht über die außenpolitische Wirkung der Olympischen Winterspiele 1936 vorlegen konnte. Der Bericht enthielt zwar nur zwanzig Staaten, war jedoch ehrlich und für das Propagandaministerium nicht nur erfreulich. Er diente jedoch dazu, die Olympischen Sommerspiele 1936 zu einem noch größeren Erfolg zu machen.

### Ideologischer Beauftragter von Hitler
Im Juni 1933 ernannte Hitler neben 16 weiteren NSDAP-Funktionären Rosenberg zum Reichsleiter – ein Titel, der ihn in die NS-Führungselite und in den gleichen Rang mit Ministern erhob. Im Januar 1934 wurde er auf Vorschlag von Robert Ley von Hitler zum „Beauftragten des Führers für die Überwachung der gesamten geistigen und weltanschaulichen Schulung und Erziehung der NSDAP“ ernannt. In dieser Position baute er eine erste weltanschauliche politische Institution auf, die in der Literatur als „Amt Rosenberg“ bezeichnet wird. Nach der von Reinhard Bollmus Ende der 1960er Jahre formulierten, in der jüngeren Rosenberg-Forschung allerdings umstrittenen These blieb Rosenbergs Einfluss gering. Als Beispiel zog Bollmus Rosenbergs Idee einer nationalsozialistischen Universität heran, der Hohen Schule der NSDAP, die als Zentrum der nationalsozialistischen ideologischen und pädagogischen Forschung gedacht war und durch Hermann Giesler gebaut werden sollte. Diese Idee wurde ab Kriegsbeginn nicht mehr umgesetzt. Neuere Forschungen, die vor allem Rosenbergs Reichsministerium für die besetzten Ostgebiete oder seinen Einsatzstab Reichsleiter Rosenberg ins Blickfeld nehmen, kommen indessen zu anderen Ergebnissen.
Als bedeutsam für die ideologische Schulung und Erziehung im Nationalsozialismus gelten heute neben Rosenbergs „Amt Rosenberg“ vor allem das bestehende Schul- und Hochschulwesen, dann Baldur von Schirach und seine Hitlerjugend, Robert Ley als Chef der Deutschen Arbeitsfront und des Kulturwerks „Kraft durch Freude“ sowie nicht zuletzt Joseph Goebbels als Reichsminister für Volksaufklärung und Propaganda. Vor diesem Hintergrund erklärte Bollmus einst, dass der „frustrierte Rosenberg“ sich darauf konzentrierte, Theaterbesucher organisatorisch zu erfassen, und dazu überging, in „kindisch anmutender Weise“ seine Konkurrenten anzuschwärzen: Am 23. Oktober 1939 zum Beispiel beschwerte er sich bei Göring so ausführlich wie folgenlos über eine stilistisch missglückte Goebbels-Rede: „Auch der Hinweis darauf, dass der Zahn der Zeit auf eine Wunde kein Gras wachsen lassen würde, ist in dem Zusammenhang nicht als eine Ironie auf eine Sprachform von Churchill gemeint, sondern nur eine weitere blumenreiche Ausdrucksweise des Ministers für Volksaufklärung und Propaganda, die schlimmer ist als die seit Jahren belachten Kathederblüten zerstreuter deutscher Professoren.“
Im Jahre 1937 wurde Rosenberg, gemeinsam mit Gerdy Troost, Wilhelm Filchner, Ferdinand Sauerbruch und August Bier, mit dem Deutschen Nationalpreis für Kunst und Wissenschaft ausgezeichnet.

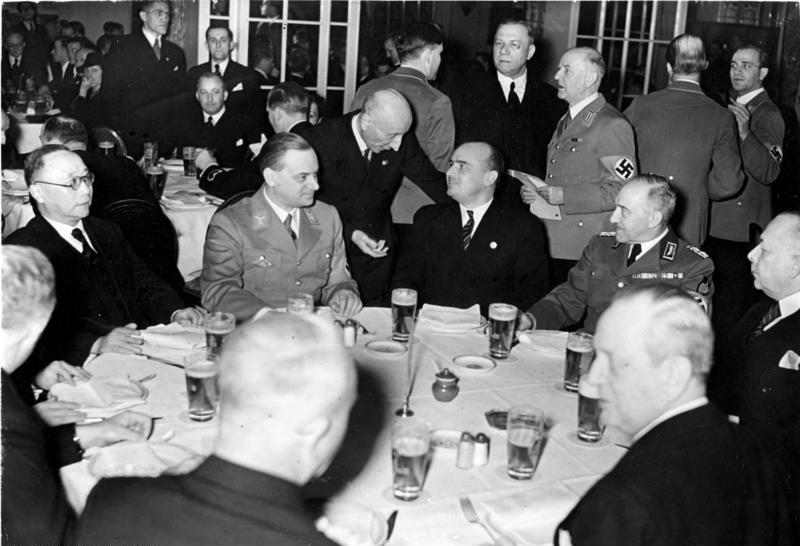
Rosenberg spricht auf einem Empfang der Diplomatie und auswärtigen Presse in Berlin am 8. Februar 1939 über die „Lösung der Judenfrage“, v. l. n. r.: der chinesische Botschafter Chen Jie, Reichsleiter Rosenberg, Reichsminister Hans Frank im Gespräch mit dem italienischen Professor Manacorda, weiter rechts Reichsarbeitsführer Konstantin Hierl, der tschecho-slowakische Gesandte Vojtěch Mastný und (im Vordergrund) der dänische Gesandte Herluf Zahle; Aufnahme aus dem Bundesarchiv

### Einsatzstab Reichsleiter Rosenberg
Eine bedeutsame politische Rolle spielte Rosenberg vor allem während des Zweiten Weltkriegs mit seinem Einsatzstab Reichsleiter Rosenberg (ERR), ab 1941 dann mit dem Reichsministerium für die besetzten Ostgebiete (RMfdbO), das unter seiner Führung stand. Mit seinem ERR verantwortete er bereits ab 1939 die Plünderung jüdischer Archive und Bibliotheken für das „Institut zur Erforschung der Judenfrage“. Ab Oktober 1940 leitete er dann auch offiziell seinen Einsatzstab. Hitler hatte Rosenberg per Führerbefehl zu umfangreichen Beschlagnahmungen von Kunstschätzen in den besetzten Gebieten ermächtigt. Es wurden große Mengen Raubgut mit Eisenbahnwaggons nach Deutschland transportiert.

### Reichsministerium für die besetzten Ostgebiete
Mit Führer-Erlass vom 20. April 1941 wurde Rosenberg zum Beauftragten für die zentrale Bearbeitung der Fragen des osteuropäischen Raumes ernannt. In dieser Funktion vertrat er im Vorfeld des Unternehmens Barbarossa 1941 eine Hungerstrategie, die einkalkulierte, Millionen Zivilisten in der Sowjetunion verhungern zu lassen, um die Wehrmacht aus dem Land zu ernähren und Nahrungsmittel für das Deutsche Reich zu gewinnen. So nannte er am 20. Juni 1941, zwei Tage vor Beginn des Deutsch-Sowjetischen Krieges, in einer Rede vor Vertretern der Wehrmacht und der Partei als wichtigstes Kriegsziel: „Die deutsche Volksernährung steht in diesen Jahren zweifellos an der Spitze der deutschen Forderungen im Osten. [...] Wir sehen durchaus nicht die Verpflichtung ein, aus diesen Überschussgebieten das russische Volk mit zu ernähren.“

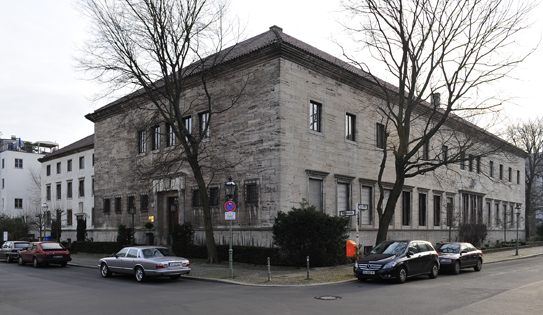
Ab 1942 Amtssitz des Reichsministers für die besetzten Ostgebiete Alfred Rosenberg, Berlin-Tiergarten

Vier Wochen nach dem Angriff auf die Sowjetunion wurde Rosenberg am 17. Juli 1941 zum Reichsminister für die besetzten Ostgebiete (Baltikum, Weißrussland und Ukraine) ernannt. Das Ostministerium war die zentrale Verwaltungsbehörde für die besetzten Ostgebiete im Reichskommissariat Ostland sowie Reichskommissariat Ukraine. Die dortigen Reichskommissare Hinrich Lohse und Erich Koch waren dem RMfdbO direkt untergeordnet.
Rosenberg war in seiner Position als „Ostminister“ nicht nur mitverantwortlich für die Ghettoisierung von Juden, sondern auch für deren systematische Ermordung. Bei der Wannseekonferenz war das RMfdbO als einzige NS-Behörde gleich mit zwei Vertretern von Rosenberg vertreten: mit Staatssekretär Alfred Meyer und dem Leiter der Politischen Abteilung des RMfdbO, Georg Leibbrandt.
Im Jahr 1943 erhielt er von Hitler eine Dotation in Höhe von 250.000 Reichsmark.

### Kriegsende
Während der Schlacht um Berlin befand sich Rosenberg anfänglich noch in der Stadt. Unmittelbar nach dem letzten Geburtstag Hitlers, am 20. April 1945, begann die Evakuierung der Reichsregierung, Reichsministerien und des Sicherheitsapparats. Die Reichskanzlei informierte Rosenberg telefonisch, dass sich alle Minister in Eutin sammeln sollten, und gab ihm den bevorstehenden Abfahrtstermin bekannt. Mit Frau und Kind ließ sich Alfred Rosenberg nach Eutin bringen, um anschließend nach Flensburg-Mürwik weiterzufahren, wo sich Anfang Mai im Sonderbereich Mürwik die letzte Reichsregierung unter Karl Dönitz niederließ. Dönitz informierte Rosenberg am 6. Mai schriftlich: „In Berücksichtigung der gegenwärtigen Lage habe ich mich entschlossen, auf Ihre weitere Mitarbeit als Reichsminister für die besetzten Ostgebiete und Mitglied der Reichsregierung zu verzichten. Ich danke Ihnen für die Dienste, die Sie dem Reich geleistet haben.“ Außerdem empfahl Dönitz Rosenberg, sich den Britischen Streitkräften zu stellen. Nach der bedingungslosen Kapitulation der Wehrmacht am 7./8. Mai 1945 bestand der Sonderbereich Mürwik noch über zwei Wochen weiter. Alfred Rosenberg wurde aber noch zuvor, am 18. Mai 1945, von den Alliierten im Marinelazarett Flensburg-Mürwik gefangen genommen, wo er sich auf Grund eines schweren Blutergusses im Knöchel seines linken Beines aufhielt.

## Nach Kriegsende

### Nürnberger Prozess

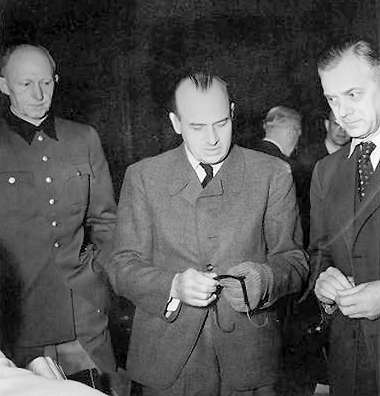
1945/46: Alfred Jodl, Hans Frank und Alfred Rosenberg (v. l. n. r.) während des Nürnberger Prozesses

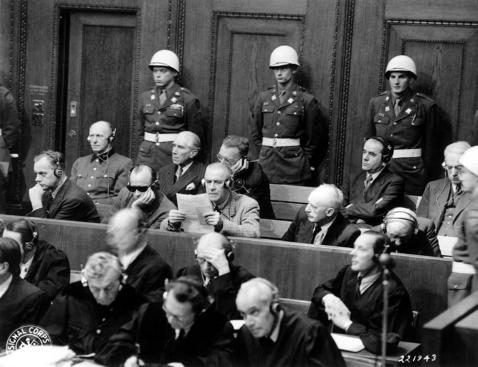
1946 im Nürnberger Gerichtssaal: Rosenberg (vordere Reihe, links)

Alfred Rosenberg wurde einen Tag nach seiner Verhaftung in Mürwik nach Kiel gebracht und von dort mit dem Flugzeug weiter nach Luxemburg transportiert. Dort in Bad Mondorf wurde er mit anderen Hauptkriegsverbrechern im Palace-Hotel interniert, in dem er bis zur Überstellung nach Nürnberg im August 1945 verblieb. Der Nürnberger Prozess gegen die Hauptkriegsverbrecher begann für die Angeklagten am 21. November 1945. Rosenberg war wegen Verschwörung, Verbrechen gegen den Frieden, Planung, Eröffnung und Durchführung eines Angriffskrieges, Kriegsverbrechen sowie Verbrechen gegen die Menschlichkeit angeklagt. Er wurde für schuldig befunden und zum Tode verurteilt. Das Urteil stützte sich bezüglich der Verschwörung auf Rosenbergs Funktion als „anerkannte[r] Parteiphilosoph“ und bezüglich der Verbrechen gegen den Frieden auf Rosenbergs Tätigkeit als Leiter des Außenpolitischen Amtes. Er hatte insbesondere die Angriffe auf Dänemark und Norwegen mitzuverantworten. Bezüglich der Verbrechen gegen die Menschlichkeit bezog sich das Gericht auf Rosenbergs Funktion im Einsatzstab Reichsleiter und im Ostministerium. Zudem wurde ihm Mittäterschaft bei der Beschaffung von Zwangsarbeitern nachgewiesen.
Rosenberg bat seinen Verteidiger, ihm die Tagebücher zu besorgen, von denen er wusste, dass diese zumindest teilweise in den Händen der Amerikaner sein mussten. Der Internationale Militärgerichtshof behauptete daraufhin, sie seien „nicht auffindbar“. Robert Kempner, der stellvertretende Hauptankläger der Vereinigten Staaten, händigte sie nicht aus. Rosenberg gestand niemals eine Schuld ein, sondern belastete vielmehr wie die meisten anderen Mitangeklagten das bis dahin bereits verstorbene Trio Adolf Hitler, Heinrich Himmler und Martin Bormann und versuchte, sich selbst aus der Verantwortung zu ziehen. Rosenberg blieb bis zum Schluss seiner NS-Rassenideologie verhaftet.
Am 1. Oktober 1946 wurde Alfred Rosenberg zum Tode verurteilt und mit neun weiteren Verurteilten am 16. Oktober in den frühen Morgenstunden durch Hängen im Nürnberger Justizgefängnis hingerichtet. Der Leichnam wurde einen Tag später im Städtischen Krematorium auf dem Münchner Ostfriedhof verbrannt und die Asche in den Wenzbach, einen Zufluss der Isar, gestreut.

### Tagebücher
Im Jahre 2013 teilten US-Behörden mit, dass Tagebücher von Alfred Rosenberg im Umfang von 425 Seiten wieder aufgetaucht seien. Beamte der Homeland Security Investigations (HSI) beschlagnahmten sie im Norden New Yorks. Der aus Deutschland stammende Jurist Robert Kempner, der während des Nürnberger Prozess Stellvertreter des US-Chefanklägers Robert H. Jackson war, hatte sie offensichtlich nach dem Prozess in seinen Besitz gebracht und nach seiner Rückkehr in die Vereinigten Staaten einbehalten. Sie sollen die Jahre 1934 bis 1944 betreffen und wurden im Juni 2013 an das United States Holocaust Memorial Museum übergeben, das die wissenschaftliche Auswertung der Aufzeichnungen ankündigte. Seit Ende 2013 stellt das United States Holocaust Memorial Museum handschriftliche Seiten und Transkripte online. 2018 erschienen die Tagebücher der Jahre zwischen 1934 und 1944 schließlich als kommentierte Buchausgabe der Historiker Jürgen Matthäus und Frank Bajohr. Vorher war nur eine Teilausgabe aus den Jahren 1934/35 und 1939/40 bekannt gewesen.

### Wirkungsgeschichte
Das Bild Rosenbergs war lange Zeit starken Schwankungen unterworfen. Bei seinen Zeitgenossen und während der unmittelbaren Nachkriegszeit in Deutschland galt der Verfasser des Mythus des 20. Jahrhunderts als dämonischer Meisterdenker, als mörderisch-kühler Intellektueller der NSDAP und ihr Chefideologe. In einem 1934 in Paris erschienenen antifaschistischen Buch wurde einem Hitlerbiographen der Satz „Hitler befiehlt, was Rosenberg will“ zugeschrieben.
Dieses Bild blieb bis in die 1960er Jahre unwidersprochen. Dann formulierte Joachim Fest sein auf den Erinnerungen Albert Speers basierendes Urteil. Fest zitierte zum Beispiel, dass Rosenberg von Hitler nur als „engstirniger Balte, der furchtbar kompliziert denke“, abgetan worden sei – seine Bedeutung schien also nicht so groß gewesen zu sein, wie bis dato vermutet worden war. Im selben Jahr wie Fests Gesicht des Dritten Reiches erschien auch Ernst Noltes Der Faschismus in seiner Epoche, in dem konstatiert wurde, der Nationalsozialismus sei in seinem Wesenskern eine Reaktion auf den als Bedrohung wahrgenommenen Kommunismus und daher gar keine Ideologie aus eigenem Recht gewesen. 
In eine ähnliche Richtung zielten institutionen- und strukturgeschichtlich orientierte jüngere deutsche Historiker der späten 1960er Jahre (die angelsächsische Geschichtswissenschaft legte weiterhin den Forschungsschwerpunkt auf das Problemfeld Ideologie, wurde aber in Deutschland zunächst kaum rezipiert). Reinhard Bollmus und Hans-Adolf Jacobsen arbeiteten anhand der von Rosenberg geleiteten Ämter und Dienststellen heraus, dass der Nationalsozialismus keinen monolithischen Führerstaat errichtet habe, sondern eine Polykratie ohne klare Hierarchie, in der sich Personen, Ämter und Behörden gegenseitig bekämpften. Reinhard Bollmus, der 1970 noch dazu geneigt hatte, Rosenbergs Bedeutung in der Zeit des Nationalsozialismus in den Schatten des historischen Interesses zu stellen, schrieb allerdings:

„Rosenberg setzte vielmehr alle seine Befugnisse, so wie sie sich nach seiner Ansicht aus dem Führer-Auftrag ergaben, selbst fest und bestimmte auch seine Tätigkeitsgebiete ohne Anweisung von höherer Stelle. Hitler und Heß sprachen keine Billigung aus, bestritten aber auch nicht die Richtigkeit des Vorgehens. Sie erteilten keine Ratschläge, stellten keine bestimmten Aufgaben, verhängten keine Verbote und äußerten sich nicht zu der Frage, ob Rosenbergs Interpretation der Weltanschauung allein, zum Teil oder auch nur überhaupt maßgeblich sei.“

In der Biographie Rosenbergs von Ernst Piper (2005) wurde der Schwerpunkt nicht mehr wie in den fünfziger Jahren auf den leicht greifbaren, aber nach Meinung vieler Historiker weniger einflussreichen Mythus gelegt, sondern auf die große Rolle, die Rosenberg als Produzent antisemitischer Ideologie und Propaganda, etwa des Völkischen Beobachters und anderer Publikationsorgane, hatte. Seine weit verbreiteten Verschwörungstheorien, seine täglich nachzulesende Hetze gegen alles Jüdische, seine paranoide, aber wirkungsvolle Gleichsetzung von Judentum und Sowjetregime rechtfertigten für Piper den lange Zeit verfemten Begriff „Chefideologe“, den sein Buch im Untertitel führt.

## Schriften (Auswahl)
- Unmoral im Talmud. Deutscher Volksverlag, München 1920, DNB 574670319 (archive.org).
- Die Spur des Juden im Wandel der Zeiten. Deutscher Volksverlag, München 1920, DNB 575892420 (archive.org).
- Die Verbrechen der Freimaurerei. Judentum, Jesuitismus, Deutsches Christentum. Hoheneichen-Verlag, München 1921, DNB 575892528.
- Pest in Rußland! Der Bolschewismus, seine Häupter, Handlanger und Opfer. Deutscher Volksverlag, München 1922, DNB 577383582.
- Der staatsfeindliche Zionismus auf Grund jüdischer Quellen erläutert. Deutschvölkische Verlagsanstalt, Hamburg 1922, DNB 575892668 (archive.org).
- Die Protokolle der Weisen von Zion und die jüdische Weltpolitik. Deutscher Volksverlag, München 1922, DNB 575892307 (Auszug (Memento vom 14. Juli 2011 im Internet Archive)).
- Wesen, Grundlagen und Ziele der national-sozialistischen deutschen Arbeiterpartei : Das Programm der Bewegung. Deutscher Volksverlag Dr. E. Boepple, München 1923, DNB 577383639.
- Zentrum und Bayerische Volkspartei als Feinde des Deutschen Staatsgedankens. Deutscher Volksverlag, München 1924, DNB 362187436.
- Börse und Marxismus oder Der Herr und der Knecht. Deutscher Volksverlag, München 1924 (archive.org).
- Houston Stewart Chamberlain als Verkünder und Begründer einer deutschen Zukunft. H. Bruckmann, München 1927, DNB 577383531.
- Dreißig November Köpfe. Kampf-Verlag Gregor Strasser, München 1927, DNB 362187363 (archive.org).
- Der Zukunftsweg einer deutschen Außenpolitik. Franz-Eher-Verlag, München 1927, DNB 575892684.
- Der Sumpf. Querschnitte durch das „Geistes“-Leben der November-Demokratie. Franz-Eher-Verlag, München 1927, DNB 577383604 (archive.org).
- Der Weltverschwörerkongreß zu Basel. Franz-Eher-Verlag, München 1927, DNB 577383620.
- Nationalsozialismus und Jungdeutscher Orden. Eine Abrechnung mit Artur Mahraun. Franz-Eher-Verlag, München 1927 (archive.org).
- Freimaurerische Weltpolitik im Lichte der kritischen Forschung. Franz-Eher-Verlag, München 1929, DNB 36218741X.
- Der Mythus des 20. Jahrhunderts. Eine Wertung der seelisch-geistigen Gestaltenkämpfe unserer Zeit. Hoheneichen-Verlag, München 1930, DNB 577383566 (194 Auflagen bis 1942).
- Das Wesensgefüge des Nationalsozialismus : Grundlagen der deutschen Wiedergeburt. Franz-Eher-Verlag, München 1932, DNB 575892641.
- Krisis und Neubau Europas. Junker & Dünnhaupt, Berlin 1934, DNB 362187339.
- Die Religion des Meister Eckehart. Hoheneichen-Verlag, München 1934, DNB 575892358 (aus: Mythus des 20. Jahrhunderts).
- Der Bolschewismus als Aktion einer fremden Rasse. Franz-Eher-Verlag, München 1935.
- An die Dunkelmänner unserer Zeit. Eine Antwort auf die Angriffe gegen den „Mythus des 20. Jahrhunderts“. Hoheneichen-Verlag, München 1935, DNB 575891882 (archive.org – 33 Auflagen bis 1941).
- Der entscheidende Weltkampf: Rede auf dem Parteikongreß in Nürnberg 1936. Franz-Eher-Verlag, München 1936, DNB 575892536.
- Blut und Ehre Band I. Ein Kampf für deutsche Wiedergeburt. Reden und Aufsätze von 1919–1933. Franz-Eher-Verlag, München 1936, DNB 575891807 (archive.org – 24 Auflagen bis 1941).
- Blut und Ehre Band II. Gestaltung der Idee. Reden und Aufsätze von 1933–1935. Franz-Eher-Verlag, München 1936, DNB 575892005 (archive.org).
- Protestantische Rompilger. Der Verrat an Luther und der „Mythus des 20. Jahrhunderts“. Hoheneichen-Verlag, München 1937, DNB 575892382.
- Der Kampf zwischen Schöpfung und Zerstörung: Kongreßrede auf dem Reichsparteitag der Arbeit am 8. September 1937. Franz-Eher-Verlag, München 1937, DNB 575892102.
- Blut und Ehre Band III. Kampf um die Macht. Aufsätze von 1921–1932. Franz-Eher-Verlag, München 1937, DNB 575892064 (archive.org).
- Gestalt und Leben. Niemeyer, Halle/Saale 1938 (archive.org).
- Weltanschauung und Glaubenslehre [Vortrag, gehalten am 4. Nov. 1938 an der Martin Luther-Universität Halle-Wittenberg]. Niemeyer, Halle/Saale 1939, DNB 362187398.
- Der geschichtliche Sinn unseres Kampfes : Rede vor Soldaten der Westfront (16. April 1940), aus: Tornisterschrift des Oberkommandos der Wehrmacht, Abteilung Inland ; Jahrgang 1 1939/40, Heft 9. M. Müller, Berlin 1940, DNB 365055441.
- Blut und Ehre Band IV. Tradition und Gegenwart. Reden und Aufsätze von 1936–1940. Franz-Eher-Verlag, München 1941, DNB 575892471 (archive.org).
- Das Parteiprogramm : Wesen, Grundsätze und Ziele der NSDAP. Franz-Eher-Verlag, München 1939, DNB 575892269 (archive.org – vorliegend: 20. Auflage).
- Gold und Blut. Rede am 28. November 1940 in der französischen Abgeordnetenkammer zu Paris. Franz-Eher-Verlag, München 1941, DNB 36218724X.[A 1]
- Schriften und Reden Band 1. Schriften aus den Jahren 1917–1921. Hoheneichen-Verlag, München 1943, DNB 367791382.
- Schriften und Reden Band 2. Schriften aus den Jahren 1921–1923. Hoheneichen-Verlag, München 1943, DNB 367791390.
- Friedrich Nietzsche. Ansprache bei einer Gedenkstunde anläßlich des 100. Geburtstages Friedrich Nietzsches am 15. Oktober 1944 in Weimar. Franz-Eher-Verlag, München 1944 (archive.org).
- Pest in Russland: Der Bolschewismus, seine Häupter, Handlanger und Opfer: Gekürzt herausgegeben von Georg Leibbrandt. 5. Auflage. Franz-Eher-Verlag, München 1944, DNB 575892293 (archive.org – Gekürzte Ausgabe!).
- Portrait eines Menschheitsverbrechers: Nach den hinterlassenen Memoiren des ehemaligen Reichsministers Alfred Rosenberg. Zollikofer, St. Gallen 1947, DNB 452703379.
- Letzte Aufzeichnungen. Plesse-Verlag, Göttingen 1955, DNB 575891793 (archive.org – enthält vier geschwärzte Seiten aus Gründen des §130 StGB, Volksverhetzung).
- Das politische Tagebuch Alfred Rosenbergs aus den Jahren 1934/1935 und 1939/1940. Hrsg. und erläutert Hans-Günther Seraphim nach der photographischen Wiedergabe der Handschrift aus den Akten des Nürnberger Prozesses. Musterschmidt, Göttingen 1956, DNB d-nb.info.
- Selected Writings: Edited and introduced by Robert Pois. Cape, London 1970, DNB 57813098X.
- Race and race history, and other essays/Edited and introduced by Robert Pois. Harper Torchbooks, New York 1974, DNB 100907525X.
- Jürgen Matthäus, Frank Bajohr (Hrsg.): Alfred Rosenberg: Die Tagebücher von 1934 bis 1944. Fischer, Frankfurt am Main 2015, ISBN 978-3-10-002387-2.

Redaktion
- Nationalsozialistische Monatshefte. Zentrale politische und kulturelle Zeitschrift der NSDAP. Zentral-Verlag der NSDAP, München, DNB 011465093 (1930–1934, anschließend Herausgeber bis 1944).
- Völkischer Beobachter. Franz-Eher-Verlag, München, DNB 012107425 (1923–1938).
- Der Weltkampf. Monatsschrift für Weltpolitik, völkische Kultur und die Judenfrage aller Länder. Hoheneichen-Verlag, München, DNB 012799335 (1924–1944).